# Racomitrium verrucosum
Racomitrium verrucosum là một loài Rêu trong họ Grimmiaceae. Loài này được Frisvoll mô tả khoa học đầu tiên năm 1988.